# Gyorsítórakéta

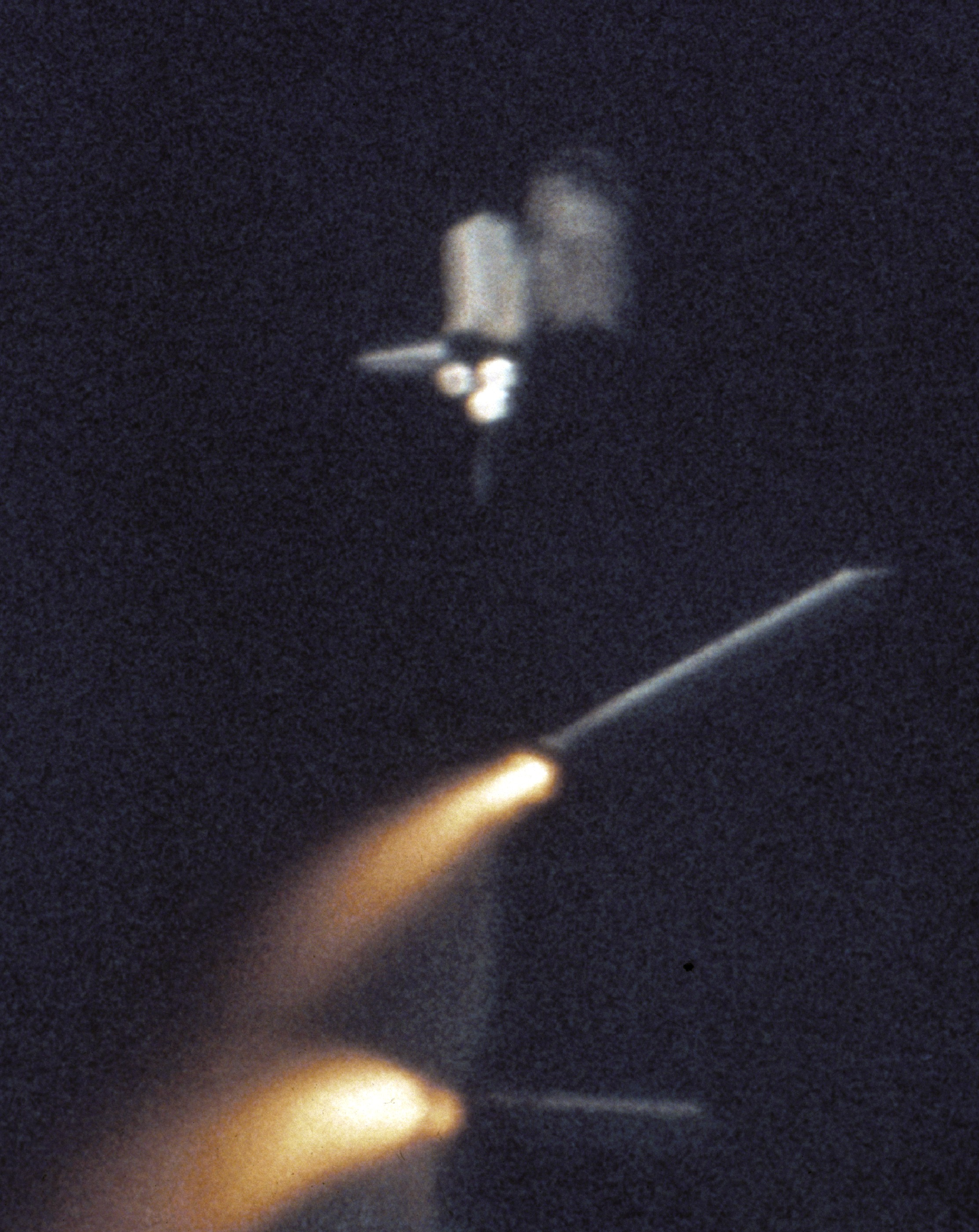
A Space Shuttle gyorsítórakétáinak leválása

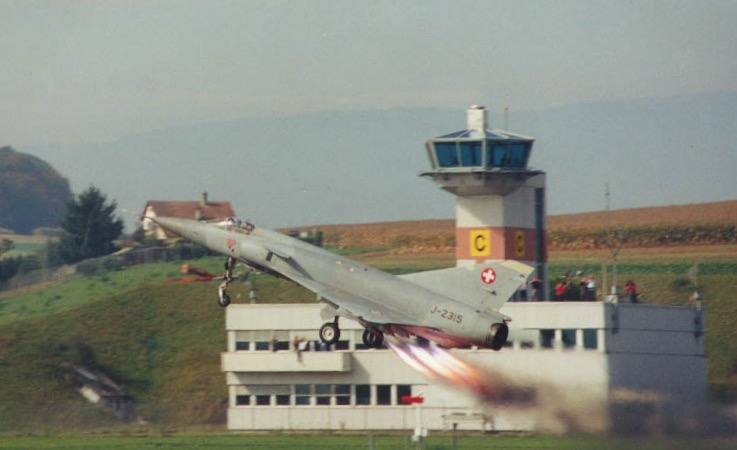
Svájci Mirage III felszállása gyorsítórakétákkal

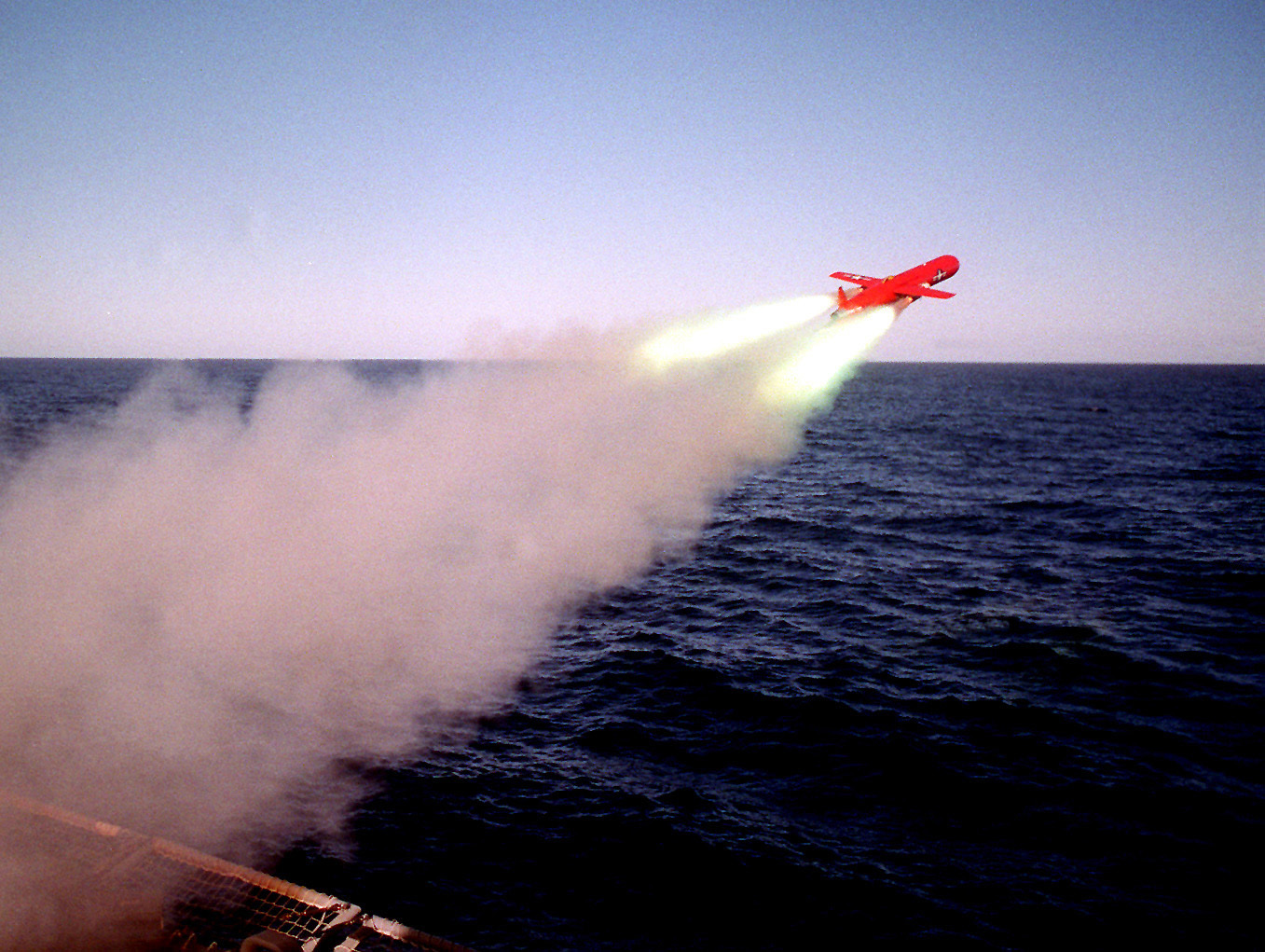
BQM–74 Chukar pilóta nélküli repülőgép gyorsítórakétás indítása

A gyorsítórakéta különféle járművek, elsősorban repülőeszközök gyorsítására szolgáló, általában nagy tolóerejű és rövid égésidejű rakéta. Általában a jármű álló helyzeténél indítják be, és a menetsebesség elérésekor (gyakran a főhajtómű normál üzemének vagy a megfelelő felhajtóerőt előidéző sebesség elérésekor) ég ki, ezután rendszerint leválasztják. A gyorsítórakéták leggyakrabban egyszerű felépítésű, szilárd hajtóanyagú rakéták, melyeket rendszerint többedmagukkal alkalmaznak. Egyes esetekben többször felhasználhatók.